# Saint-Quentin-la-Motte-Croix-au-Bailly
Saint-Quentin-la-Motte-Croix-au-Bailly (picardisch: Saint-Quentin-la-Motte-L’Croé-au-Bailly) ist eine nordfranzösische Gemeinde mit 1.265 Einwohnern (Stand 1. Januar 2022) im Département Somme in der Region Hauts-de-France. Die Gemeinde liegt im Arrondissement Abbeville und ist Teil des Kantons Friville-Escarbotin. Seit 1970 besteht eine Jumelage mit Beverungen-Amelunxen.

## Geographie
Die Gemeinde, die einen kurzen Anteil am Meeresstrand des Ärmelkanals hat, liegt zwischen Ault im Norden, Mers-les-Bains und Eu im Südwesten, Oust-Marest im Süden, Méneslies im Südosten, Béthencourt-sur-Mer im Osten sowie Allenay und Friaucourt im Nordosten. Sie setzt sich aus den Ortsteilen Lamotte, La Croix, La Targette und dem Industriegebiet Le Gros Jacques zusammen.  Das Gemeindegebiet gehört zum Regionalen Naturpark Baie de Somme Picardie Maritime.
| 1962 | 1968 | 1975 | 1982 | 1990 | 1999 | 2006 | 2011 |
| ---- | ---- | ---- | ---- | ---- | ---- | ---- | ---- |
| 1273 | 1256 | 1318 | 1292 | 1319 | 1310 | 1305 | 1327 |

## Verwaltung
Bürgermeister (maire) ist seit 2008 Reynald Boulenger.

## Sehenswürdigkeiten
- Kirche Saint-Quentin[2]
- Croix-au-Bailly aus dem 16. Jahrhundert
- Schloss und Domäne La Motte

## Sonstiges
Im August 2021 wurde in Frankreich ein neuer Personalausweis eingeführt, allerdings ist das Feld des Ortsnamens zu klein für diese Gemeinde.